# Curnonsky

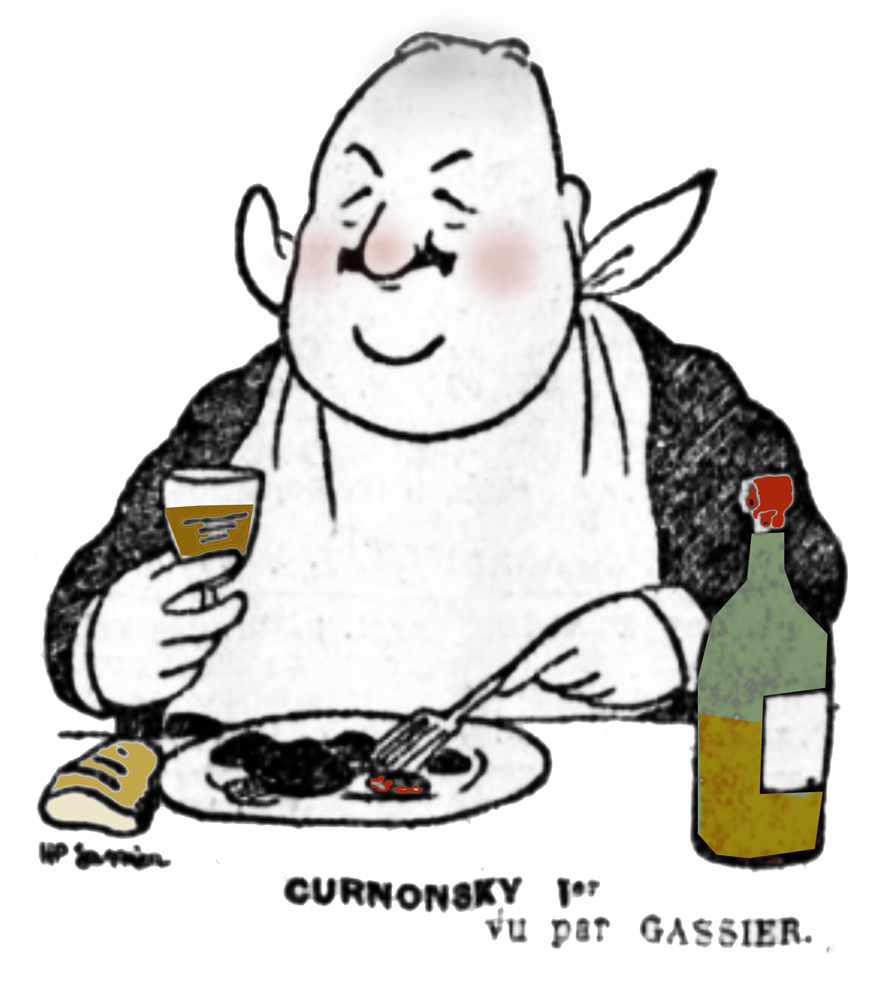
1927-ben Cur-t a Gasztronómák hercegének választották, ez a karikatúra a Gasztronómia Akadémia létrehozásáról szóló cikket illusztrálja.

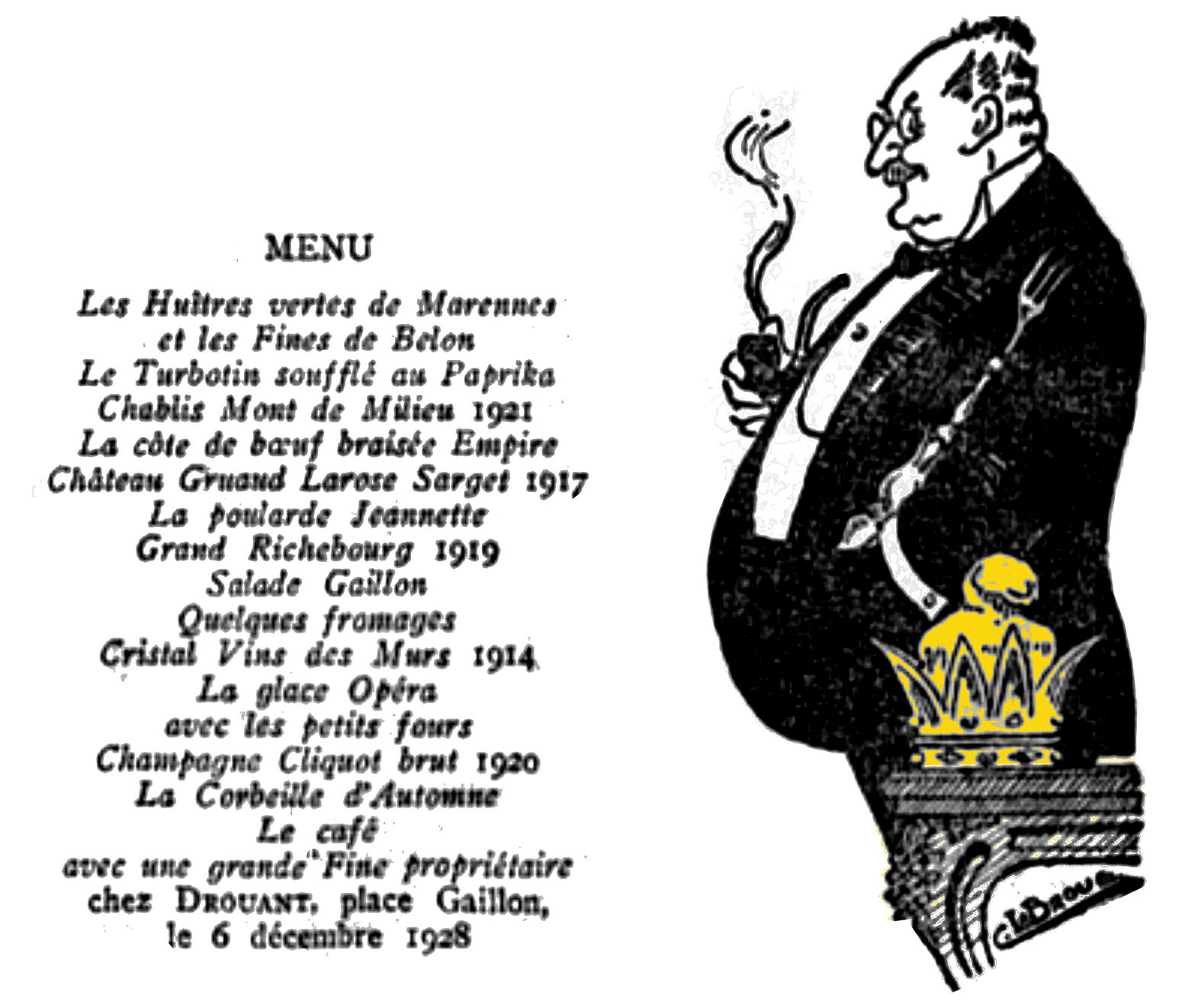
Curnonsky és a Regionalista Gasztronómusok Szövetségének 1928. decemberi Drouant éves ebédjének menüje.

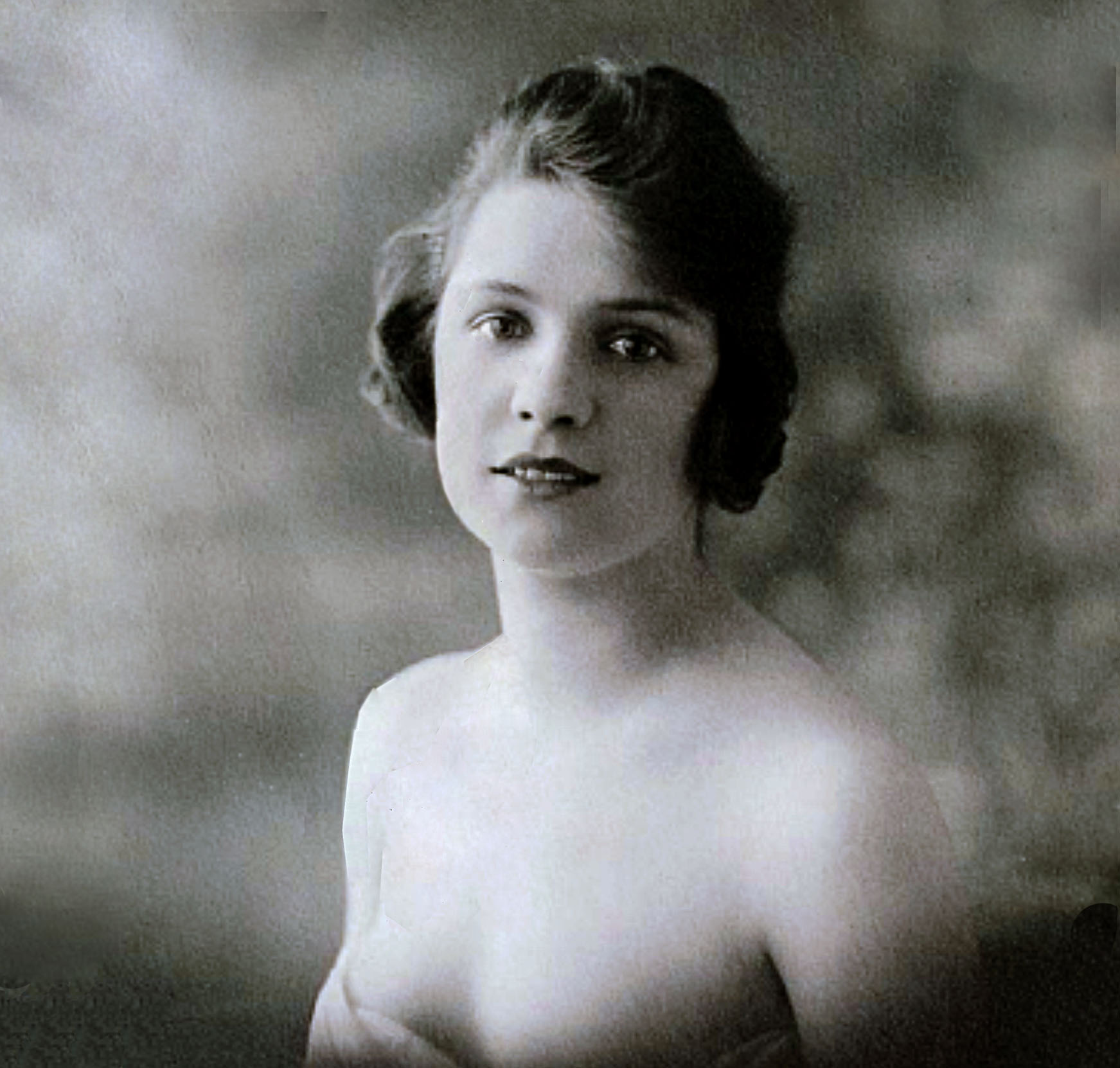
Germaine Larbaudière, Curnonsky diszkrét társa.

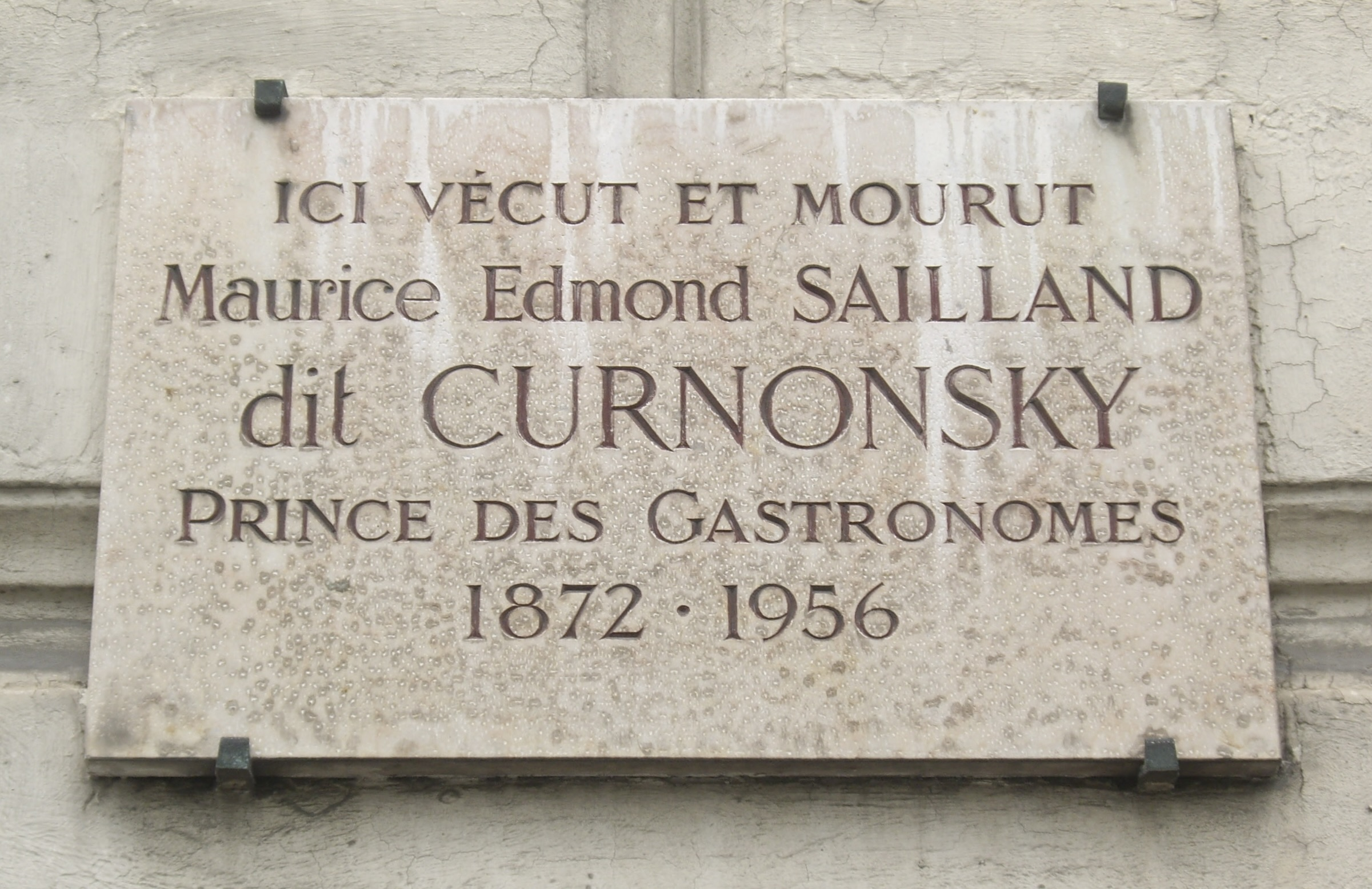
Emléktábla: 14, place Henri-Bergson, Párizs.

Maurice Edmond Sailland (Angers, 1872. október 12. – Párizs, 1956. július 22.) Curnonsky (becenevén „Cur”), akit a gasztronómia hercegének is neveztek, a 20. század egyik leghíresebb franciaországi gasztronómiai írója volt. Számos könyvet írt, illetve szellemíró volt különböző műfajokban, és számos újságcikket is írt. Gyakran tartják a Michelin által népszerűsített gasztronómiai autós turizmus feltalálójának, bár ő maga nem tudott vezetni. Henri-Paul Pellaprat tanítványa volt.

## Életrajza
Maurice Edmond Sailland 1872. október 12-én született Angers-ban (Maine-et-Loire) Edmond-Georges Sailland és felesége Blanche-Alphonsine Mazeran gyermekeként. Édesanyja a születése után egy hónappal meghalt, apja pedig elhagyta őt. Nagyanyja Angers-ben nevelte fel, és a városi Collège Saint-Maurille-ba járt. 18 éves korában Párizsba költözött, hogy az Ecole Normale Supérieure-re járjon, ahol újságírói pályára készült.
Curnonsky barátja, Paul Reboux 1933-ban írta: „Curnonsky 40 éven át szinte minden munkát elvégzett az irodalmi szakmában. Volt regényíró, rovatvezető, humorista, publicista, music hall kritikus ... és 'diszkrét munkatárs', azaz 'szellemíró'. ... De eléggé hiányosan beszélnénk Curnonskyról, ha nem ragaszkodnánk gasztronómiai érdemeihez”. A francia gasztronómia népszerűsítésében játszott szerepe az, amiről ma talán a legjobban ismert.
Curnonsky minden alkalmat megragadott, hogy népszerűsítse a francia konyha négy konyhájáról szóló elméletét:

- Haute cuisine, a nagy séfek konyhája, amely, meg kell hagyni, nem mindenki számára elérhető...

- La Cuisine Bourgeoise, polgári konyha, a jó háziasszonyok és a mi cordon bleu séfjeink diadala, akik egyszerű, tökéletes ételeket készítenek.
- La Cuisine Impromptue, a kempingezők, a gyalogosok konyhája, amely azt használja fel, ami éppen rendelkezésre áll. Természetesen a konzerveknek is megvan itt a helyük. De a francia konzervek tökéletesek.
- Végül, de nem utolsósorban a Regionális konyha, amely Franciaországban a turizmus és a gasztronómia szent szövetségét valósítja meg.

Curnonsky szakmai tevékenysége valóban széles körű volt. Még számos reklámszlogent is megalkotott jelentős cégek számára. 1907-ben életrajzírója, Arbellot szerint ő találta ki a Bibendum nevet a Michelin-ember számára – mert „a Michelin-abroncsok mindent megisznak [azaz »felszívnak« vagy »felfalnak«], még az akadályokat is” –, és 1907. november 25-től írta a Michelin heti rovatát, a „Les Lundis de Michelin” címűt a Le Journalban 1907. november 25-től kezdve. Eredetileg „Michelin” aláírással, de 1908. március 2-tól „Bibendum” aláírással jelent meg. A Michelin már 1898-ban használta a „Nunc est bibendum” (latinul „Egészségünkre!”) kifejezést egy plakáton, amelyen a Michelin-ember egy szögekkel teli poharat nyelt le, de nem világos, hogy a „Bibendum” szó mikor került alkalmazásra erre a figurára.
1921-ben Marcel Rouff-fal együtt regionális útikönyvek sorozatát kezdte el írni, amelyeket La France Gastronomique: Guide des merveilles culinaires et des bonnes auberges françaises címmel adtak ki (Gasztronómiai Franciaország: Franciaország kulináris csodái és jó vendéglői: Útmutató Franciaország kulináris csodáihoz). Ez volt az autós turizmus kezdete, amely Franciaország regionális ételeinek kiemelését szolgálta. Curnonsky és Rouff fontos szerepet játszott a regionális ételek és éttermek felfedezésének növekvő népszerűségében. Curnonsky és Rouff 1921 és 1928 között 28 kötetet írt, amelyek összesen 3000 oldalt tettek ki, és több mint 5000 receptet tartalmaztak. 1921-ben Julia Csergo történész azt írja, hogy Curnonsky és Rouff „feltalálta a »gasztronómiai útikönyvet« a franciaországi gasztronómiai túrájuk kiadásával”.
1928-ban a Légion d'Honneur lovagjává avatták, 1938-ban pedig tiszt lett.
1928-ban társalapítója volt az Académie Française mintájára létrehozott Académie des gastronomes-nek, amelynek első elnöke volt 1949-ig. 1947-ben Madeleine Decure-ral együtt elindította a Cuisine et Vins de France című folyóiratot. 1950-ben társalapítója volt a Confrérie de la Chaîne des Rôtisseurs-nek. További egyesületei közé tartozott a Club des Purs Cent tiszteletbeli tagja, az Association des Gastronomes régionalistes tagja és az Académie de l'Humor tagja.
Nyolcvanadik születésnapja tiszteletére nyolcvan étterem jelölte meg kedvenc asztalát egy rézplakettel, amelyen ez állt:
de Maurice Edmond Sailland-Curnonsky

Prince élu des gastronomes

Défenseur et illustrateur de la Cuisine française

Ez vezetett ahhoz a legendához, hogy nyolcvan étterem minden este asztalt foglalt neki arra az esetre, ha felbukkanna, bár ekkor már ritkán ment el valahová.
Curnonsky 1956. július 22-én, 84 éves korában halt meg. Harmadik emeleti párizsi lakásának ablakából zuhant ki. Akkoriban szigorú diétán volt, és vérszegény volt, ezért feltételezték, hogy az erkélyen állva ájult el. Egy évvel később emléktáblát helyeztek el a place Henri-Bergson, Paris 8e 14. szám alatt, és egy kiadványt adtak ki ebből az alkalomból.

## Név
A „Curnonsky” név a latin cur + non „miért ne?” szóból és az orosz -sky utótagból származik, mivel 1895-ben, amikor ezt a szót alkotta, minden orosz dolog divatban volt. Egyszer azt mondta, hogy ez a becenév „az én nesszoszi tunikám, mivel nem vagyok sem orosz, sem lengyel, sem zsidó, sem ukrán, hanem csak egy átlagos francia és boros [sacavin]”. Később megbánta az írói álnevét, de addigra már elindult az irodalmi karrierje. Sailland több mint 150 könyvet írt, társszerzőként vagy szellemíróként, néhányat más álnevek alatt, többek között Perdiccas, Sailland-Curnonsky és Maurice Curnonsky néven.
1927-ben a Paris-Soir című újság választást vagy népszavazást szervezett olvasói körében, hogy megválasszák a „gasztronómusok hercegét”. Curnonsky (aki ekkoriban „Cur”-ként írta alá cikkeit) olyanokat győzött le, mint Maurice des Ombiaux, Léon Daudet és Ali Bab. A következő években, egészen 1930 elejéig, hetente egy egész oldalas cikket szerkesztett a Paris-Soirban „Annales of Gastronomy” címmel; az impresszumban „Cur I, Prince des Gastronomes” néven szerepelt.

## Filozófia
Curnonsky egyik híres aforizmája a következő volt:
A jó főzés az, amikor a dolgok olyan ízűek, amilyenek.
Az egyszerű ételeket támogatta a bonyolult helyett, a rusztikusat a kifinomult helyett, és gyakran ismételgette a mondást.
És mindenekelőtt, legyen egyszerű!
Egy 1937-es interjúban Curnonsky ellentétet vont a francia konyháról alkotott filozófiája és a kor nagy szakácsainak filozófiája között. Megjegyezte, hogy őt „a [gasztronómia] demokratikus hercegének ... a szakácsok és a cordon bleu-k választották, akik nap mint nap egészséges, egyszerű, jó ételeket készítenek”, és a nagy séfek, „a konyha nagy arisztokratái, a Prosper Montagnés, az Escoffiers, a Philéas Gilbertek, ... akik Párizsban vagy a tartományokban ápolják a kifinomult és ügyes francia konyha hagyományait”. Curnonsky dicsérte azokat a nőket, akik szerinte ösztönösen, formális képzés nélkül főztek. Ez egy olyan konyha volt, amely „egyenes, tiszta ízű, és soha nem a hatásra törekedett... Egy nyugodt és jól elkészített konyha, a cordon bleu konyhája”.

## Részleges irodalomjegyzék
- By Curnonsky
  - with Marcel Rouff(wd), La France Gastronomique: Guides des merveilles culinaires et des bonnes auberges françaises Paris, 1921–29, in 28 volumes.
  - with Austin de Croze, Le Trésor gastronomique de la France, 1933.
  - with Marcel-E. Grancher, Lyon Capitale Mondiale de la Gastronomie, Les Editions Lugdunum, Lyon, 1935
  - Cuisine et Vins de France, Paris, 1953.  Curnonsky által éttermekből összegyűjtött receptek gyűjteménye. Új kiadás, Robert Courtine(wd) előszavával és frissítésekkel., Paris: Larousse, 1974 ISBN 2-03-018110-2
  - Souvenirs Littéraires et Gastronomiques, Paris: Albin Michel, 1958.
- Curnonsky: Prince des Gastronomes, Simon Arbellot, Paris: Les Productions de Paris, 1965. Biography.
- Curnonsky et ses amis, Curnonsky Baráti Társaság, Paris: Librairie Edgar Soete, 1979.  A collection of reminiscences.
- Curnonsky – à la carte... Munich: Edition Curnonska, 2007
- Curnonsky – en route... Munich: Edition Curnonska, 2007
- Curnonsky – souvenirs gastronomiques... Munich: Edition Curnonska, 2007

2003-ban Inge Huber német művészettörténész öt dobozt fedezett fel Curnonsky leveleivel, és életrajzot írt: „Curnonsky. Oder das Geheimnis des Maurice-Edmond Sailland” 2010, Rolf Heyne szerkesztésében.

## További irodalom
- Csergo, Julia(wd) La gastronomie dans les guides de voyage : de la richesse industrielle au patrimoine culturel, France XIXe-début XXe siècle, In Situ Revue des Patrimoines. Paris, Ministère de la Culture, 2011.
- Ory, Pascal (1997). "Gastronomy." In Realms of Memory: The Construction of the French Past, Vol. 2. Dir. Pierre Nora. English edition ed. Lawrence D. Kritzman. Trans. Arthur Goldhammer. New York: Columbia University Press. pp. 442–467.

## Fordítás
- Ez a szócikk részben vagy egészben  a   Curnonsky című angol Wikipédia-szócikk fordításán alapul.  Az eredeti cikk szerkesztőit annak laptörténete sorolja fel. Ez a jelzés csupán a megfogalmazás eredetét és a szerzői jogokat jelzi, nem szolgál a cikkben szereplő információk forrásmegjelöléseként.